# Кристофте, Ким
Ким Пиитала Кристофте (дат. Kim Piitala Christofte; род. 24 августа 1960, Копенгаген) — датский футболист, защитник, известный по выступлениям за «Брондбю» и сборную Дании. Чемпион Европы 1992 года.

## Клубная карьера
Кристофте начал свою карьеру в «Брондбю». В 1979 году он дебютировал за клуб в датской Суперлиге. В 1981 году Ким перешёл в бельгийский «Локерен», но отыграв три сезона он вернулся в «Брондбю». В 1985 году Кристофте выиграл чемпионат Дании и в том же году уехал в испанскую «Малагу», но не Испании, не в швейцарском «Уиттингене» он не стал футболистом основы. Сезон 1987/1988 Ким провел в «Оденсе», после чего в третий раз вернулся в «Брондбю». С командой он дошёл до полуфинала Кубка УЕФА и дважды выиграл чемпионат.
После Евро-92 Ким перешёл в немецкий «Кёльн». В первом сезоне он часто получал травмы и с приходом нового тренера лишился места в основе. В 1994 году Кристофте перешёл в «Льерс», но не сыграв ни одного матча вернулся в Данию, где ещё сезон отыграл в клубе, а затем завершил карьеру.

## Международная карьера
В 1984 году Ким Кристофте дебютировал за сборную Дании. Травма помешала ему поехать на Чемпионат Мира в Мексику. 25 сентября 1991 года в отборочном матче Евро-92 против сборной Фарерских островов Ким забил первый и единственный мяч за национальную команду. В 1992 году Кристофте был включен с заявку национальной команды на участие в чемпионате Европы и стал победителем турнира. На турнире он сыграл во всех матчах против сборных Англии и Швеции, Нидерландов, Франции и Германии. В поединке против сборной Нидерландов Ким забил решающий пенальти в послематчевой серии, который позволил датчанам выйти в финал.

### Голы за сборную Дании
| #   | Дата             | Место                       | Противник         | Счёт | Результат | Соревнование                            |
| --- | ---------------- | --------------------------- | ----------------- | ---- | --------- | --------------------------------------- |
| 01. | 25 сентября 1991 | Торсхавн, Фарерские острова | Фарерские острова | 0:1  | 0:4       | Чемпионат Европы 1992 отборочный турнир |

## Достижения
«Брондбю»
- Чемпионат Дании по футболу — 1985, 1990, 1991

Дания
- Чемпионат Европы по футболу — 1992